# BLS RABe 535
De BLS RABe 535, ook wel Lötschberger genoemd, is een treinstel, een zogenaamde lichtgewichttrein met lagevloerdeel voor het regionaal personenvervoer van de BLS.

## Geschiedenis
Het treinstel van het type Lötschberger is rechtstreeks afgeleid van het treinstel type Nina. Het treinstel werd gebouwd door Bombardier Transportation.
Op woensdag 21 mei 2008 vond de roll-out van de eerste treinstel RABe 535 101 bij Bombardier Transportation in Villeneuve (Vaud) plaats.
Op 7 maart 2011 werd bekend dat BLS nog eens vier treinen heeft besteld. Deze treinen worden na de herfst van 2012 geleverd. Hiervan zijn twee treinen bestemd voor uitbreiding van de capaciteit. Twee treinen vervangen uitgebrande treinen waaronder een van het type RABe 525 (NINA) en een trein van het type RBDe 565 (NPZ).

## Constructie en techniek
Het treinstel heeft een grotere aanzetkracht dan de treinstellen van het type Nina. Het treinstel is opgebouwd uit een stalen frame met een frontdeel van GVK. De treinstellen zijn uitgerust met luchtvering.
Deze treinstellen kunnen tot vier stuks gecombineerd rijden. Dit combineren is ook mogelijk met de vierdelige treinen van de serie RABe 525.

### Namen
De BLS heeft de volgende naam op de trein geplaatst:
- 535 101-0: Züri West

## Treindiensten
De treinstellen worden ingezet op het traject van Bern via de Gürbetalbahn naar Thun, via Thunerseebahn naar Spiez en van Spiez via de Lötschberglinie naar Brig. Ook worden in aansluiting de treinen ingezet op de zijlijn tussen Spiez via Spiez-Erlenbach-Bahn naar Zweisimmen.

## Foto's

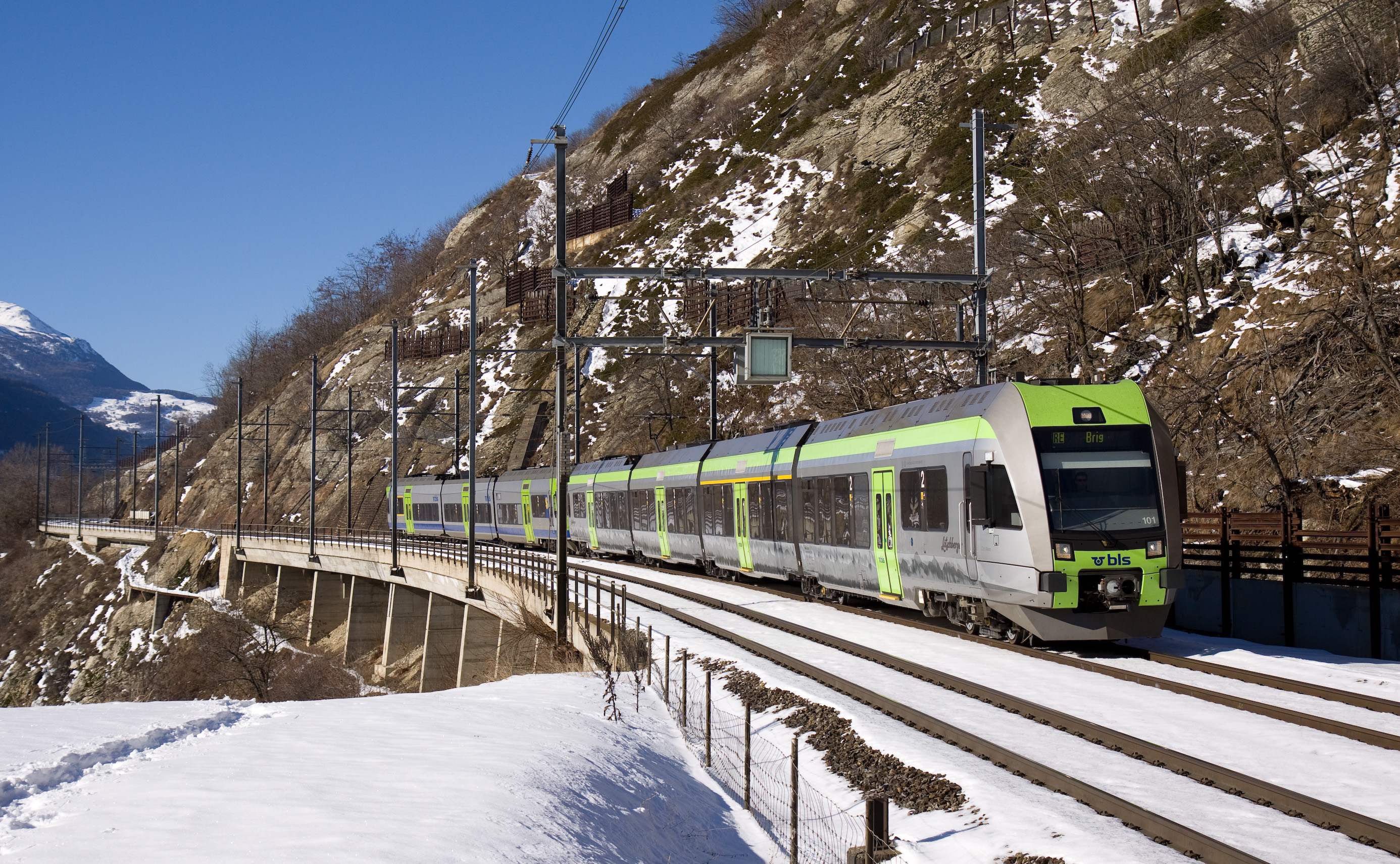

de voormalige spoorwegondernemingen Berner Alpenbahngesellschaft (BLS) en Regionalverkehr Mittelland (RM)